# 国際連合安全保障理事会における拒否権
国際連合安全保障理事会における拒否権（こくさいれんごうあんぜんほしょうりじかいにおけるきょひけん、英語: United Nations Security Council "veto" power）は、国際連合安全保障理事会常任理事国（アメリカ合衆国・イギリス・フランス・ロシア連邦・中華人民共和国）だけに認められた、自らの国の反対のみによって実質事項に関する安全保障理事会の決定を阻止出来る特権である。

## 概要
拒否権は大国の反対によって安全保障理事会の決定の実効性が失われるのを防ぐ事を趣旨とする大国一致の原則に基づくものであるが、賛否両論がある。
拒否権支持派は、拒否権を国際的な安定の促進、軍事介入に対する牽制とみなしている。
他方、拒否権批判派は、拒否権について「国際連合の最も非民主的な要素であり、常任理事国とその同盟国に対する国際連合の行動を事実上妨げるため、戦争犯罪や人道に対する罪への国際連合の不作為の主な原因となる」としている。

## 国際連合憲章
安全保障理事会における拒否権は、国際連合憲章第27条の規定に由来するものである。
1. 安全保障理事会の各理事国は、1個の投票権を有する。
2. 手続事項に関する安全保障理事会の決定は、9理事国の賛成投票によって行われる。
3. その他の全ての事項に関する安全保障理事会の決定は、常任理事国の同意投票を含む9理事国の賛成投票によって行われる。但し第6章[7]及び第52条3[8]に基く決定については、紛争当事国は投票を棄権しなければならない。

国際連合憲章には拒否権（power of veto）と明示的には書かれていないが、第3項に「常任理事国の同意投票を含む」とあり、全ての常任理事国が賛成票を投じないと決議案が採択されない。すなわち常任理事国のいずれか1か国でも反対票を投じれば、決議案の採択は阻止されることになる。棄権もしくは欠席の場合、決議案の採択を妨げることはできない。この拒否権は常任理事国自身が決定する手続き事項の投票には適用されない。また常任理事国は事務総長の選出を阻止することができるが、投票は非公開で行われるため、これは拒否権の行使には当たらない。
拒否権は大国一致の原則とも呼ばれ、拒否権そのものを大国拒否権（great power veto）と呼ぶこともある。なお安全保障理事会の拒否権は、国際連合発足以来一貫して5か国の常任理事国（連合国共同宣言署名国）のみに与えられている。

## 起源
国際機関の活動に対して各国が拒否権を持つという考え方は、国際連合設立時の1945年10月24日の時点でも新しいものでは無かった。国際連盟の理事会の議決は、手続き事項以外の問題については原則として全会一致であり、事実上、全ての理事国が拒否権を持っていた。連盟設立時の理事国は常任理事国4か国、非常任理事国4か国だった。1936年までに連盟理事会は拡大し、常任理事国4か国、非常任理事国11か国となり、拒否権を持つ国は15か国になっていた。このように多数の国が拒否権を持つという状況により、連盟が多くの問題に対して合意を形成することが非常に困難になっていた。
安保理の拒否権はダンバートン・オークス会議（1944年8月から10月）やヤルタ会談（1945年2月）といった国際連合結成のための交渉の中で、広範な議論が行われた結果生まれたものである。アメリカ、ソビエト連邦、イギリス、中華民国の4か国は、大国が共同で行動することを望むだけでなく、自国の主権的権利や国益を守るために、大国一致の原則を支持していた。1945年4月12日に第33代アメリカ合衆国大統領に就任したハリー・S・トルーマンは、「文民と軍人の専門家は全て賛成しており、このような拒否権がなければ上院を通過することは無かっただろう」と書いている。
サンフランシスコ会議で五大国は、自分たちに拒否権が与えられなければ国際連合が成立することは無いと明言した。アメリカ代表団の顧問だったフランシス・オーランド・ウィルコックスは、この劇的な交渉について次のように語っている。

## 行使

### 歴史
拒否権の行使は安全保障理事会の政治的バランスの変化に応じて、いくつかの段階を経てきた。1946年から1969年までは安全保障理事会の多数派であったアメリカは拒否権を行使しなかった。ソ連は多数派であるヨーロッパとアメリカの決議を阻止するため、拒否権の93%を行使した。フランスとイギリスは植民地の利益を守るために拒否権を何度か行使し、中華民国は1度だけ拒否権を行使した。
1960年代に入って脱植民地化によって国際連合加盟国が増大すると、西側諸国が多数派を占める状況が崩れだした。これは独立したばかりの第三世界の国々は西側諸国に反対票を投じることが多かったためである。1970年にアメリカが初めて拒否権を行使し、それに対してソ連の国際連合大使は「（かつてアメリカは、）自動多数決を使って自分の意志を他人に押し付け、それを無理やり飲み込ませた。しかし、今や時代が変わった」と述べた:118。1970年から1991年までアメリカは拒否権の56%を行使し、フランス・イギリスも時には拒否権を行使した。ソ連は西側諸国よりも拒否権を行使する回数が少なく、中華人民共和国は1度だけ拒否権を行使した。
冷戦終結後の安全保障理事会は一時的に調和した時期があった。1990年5月31日から1993年5月11日までは拒否権が行使されなかった史上最長の期間であり、毎年の決議数も増加した。21世紀に入ってからはシリア内戦の影響もあり、拒否権の行使が活発化した。1992年以降はロシアが最も頻繁に拒否権を行使しており、アメリカと中国がそれに続いている。逆にイギリスとフランスは1989年以降拒否権を行使していない。
また、拒否権の行使以前の段階として理事国に圧力を掛けることで、採決そのものを阻止する事例も見られる。2020年にパレスチナがアメリカによる和平案非難決議案提出を呼びかけたが、採決を行うことはできなかった。

### 拒否権行使回数
2020年8月現在の過去の拒否権の行使回数は、ロシア連邦・ソビエト連邦が116回、アメリカ合衆国が82回、イギリスが29回、フランスが16回、中華人民共和国・中華民国が16回である。
| 常任理事国                | 1946年- 1971年 | 1972年- 1991年 | 1992年- | 合計 | 備考                         |
| ------------------------- | -------------- | -------------- | ------- | ---- | ---------------------------- |
| ソビエト連邦 → ロシア連邦 | 84             | 6              | 27      | 117  | 1991年12月よりロシア連邦     |
| アメリカ合衆国            | 1              | 64             | 18      | 83   |                              |
| イギリス                  | 6              | 23             | 0       | 29   |                              |
| フランス                  | 2              | 14             | 0       | 16   |                              |
| 中華民国 → 中華人民共和国 | 1              | 1              | 16      | 18   | 1971年10月より中華人民共和国 |

### 事務総長の選出
事務総長は安全保障理事会の勧告に基づいて総会で任命される。そのため、拒否権を使って事務総長の選出を阻止することができる。1981年以降安全保障理事会では複数回の事前投票によって事務総長を選出している。事前投票において常任理事国がある候補者を「支持しない」とする投票は、拒否権に相当すると考えられている。事務総長の正式な推薦は満場一致で承認される。事前投票は無記名ではあるものの、どの常任理事国が拒否権を行使したかは推測が可能である。ただしこれが安全保障理事会決議に対する正式な拒否権行使として記録されることは無い。
全ての常任理事国が少なくとも1人の事務総長候補に対して拒否権を行使している。1950年にアメリカはソ連の拒否権を回避するため、安全保障理事会の勧告無しにトリグブ・リーの任期を延長するよう総会に要請した。しかし、1953年以降の事務総長は全て安保理常任理事国の全会一致で推薦されている。

## 各国の行使状況

### ソビエト連邦・ロシア連邦
初期の国際連合ではほぼ全ての拒否権行使がソ連によるものであり、国際政治の停滞と冷戦の長期化の一因となったとの批判も根強い。1946年から1949年まで安全保障理事会のソビエト連邦代表を務めたアンドレイ・グロムイコ（後の外相）は、その3年間で拒否権を42回も行使し、「ミスター・ニエット」（ミスター・ノー）の異名を取った。後任のヴャチェスラフ・モロトフも、「ミスター・ベト」（ミスター拒否権）と呼ばれていた。モロトフは、アメリカが東ヨーロッパ諸国の国際連合加盟を認めないことに対抗して、新規加盟申請に対して定期的に拒否権を行使していた。1955年12月14日、西欧と東欧の16か国が同時に国連に加盟したことで、この難局はようやく解決した。
1950年1月にソ連政府は中華民国が依然として国際連合の中国の議席を保持していることに抗議するために、安全保障理事会の会議を欠席する「空席」政策を採用した。ソ連が安保理に出席しなかったことで、朝鮮戦争における韓国への支援を認めた安保理決議83（1950年6月27日）と安保理決議84（1950年7月7日）に対する拒否権が行使されなかった。ソ連は1950年8月に安全保障理事会に復帰し、拒否権の行使を再開した。
ソ連崩壊後はロシアは拒否権をあまり行使しなかった。しかし、21世紀初頭以降はジョージア・シリア・ウクライナなど、ロシアが軍事的に関与している紛争に関する決議を阻止するために、ロシアは拒否権を頻繁に行使するようになった。

### アメリカ合衆国
1970年にアメリカはローデシア問題で初めて拒否権を行使し、1972年にはシリアとレバノンに対するイスラエルの戦争を非難する決議案に対して単独で拒否権を行使した。それ以来アメリカは最も頻繁に拒否権を行使しており、そのほとんどはイスラエルを批判・非難する決議に対するものである。2002年以降アメリカはネグロポンテ・ドクトリンを適用し、パレスチナ問題に関するほとんどの決議に拒否権を行使している。これは総会と安全保障理事会の間の摩擦の原因となっている。2016年12月23日にオバマ政権はユダヤ人入植地の廃止を求める決議に対して、アメリカとしては初めて棄権した。次のトランプ政権は拒否権の行使を再開した。

### イギリス
イギリスが拒否権を行使したのは32回である。最初は1956年10月にパレスチナに関するアメリカから安保理議長への書簡に対し、イギリスとフランスが拒否権を行使した時だった。
1956年にフランスとイギリスが軍事的に関与した第二次中東戦争の解決を目的とした決議案に対し、イギリスはフランスと共に拒否権を行使した。アメリカが平和のための結集決議に基づいて緊急特別総会を開催し、総会決議1001が採択されて第一次国際連合緊急軍(UNEF I)が設立されたことで、最終的にイギリスとフランスはエジプトから撤退した。また、イギリスは1963年から1973年にかけてローデシアに関する決議で7回拒否権を行使しており、そのうち5回は単独で行使している。イギリスが単独で拒否権を行使したのはこの時だけである。
イギリスが最後に拒否権を行使したのは、1989年12月にアメリカのパナマ侵攻を非難する決議案にイギリス・フランス・アメリカが拒否権を行使したときである。

### フランス
これまでにフランスが拒否権を行使したのはごくわずかである。フランスが最後に単独で拒否権を行使したのは、1976年にコモロ諸島の独立問題に関する決議を阻止したときで、これはマヨットをフランスの海外領土として維持するために行われたものだった。また、1956年の第二次中東戦争の際、イスラエル軍のエジプトに対する軍事行動の即時停止を求める決議案にもイギリスと共に拒否権を行使した。フランスが最後に拒否権を行使したのは、1989年にアメリカのパナマ侵攻を非難する決議案にアメリカ・イギリスと共に行使したときである。2003年にはイラク侵攻に関する決議に対してフランスが拒否権を行使する恐れがあったため、フランスとアメリカとの間に摩擦が生じた。

### 中華民国・中華人民共和国
1946年から1971年までの間の安全保障理事会での中国の議席は、1949年に国共内戦で敗れて台湾に避難した国民党政府（中華民国）が占めていた。その間中華民国代表が拒否権を行使したのは、1955年にモンゴル人民共和国（当時であり、現在はモンゴル国である。）の国際連合加盟申請を阻止した1度だけだった。中華民国はモンゴル全土を自国領土の一部とみなしていたためである。これにより、モンゴルの国連加盟は1961年まで延期された。1961年にソ連が「モンゴルを国際連合に加盟させなければ、今後の他の国に対する新規加盟を阻止する」と宣言した。圧力を受けた中華民国は抗議を受けて譲歩した。
1971年10月25日に中華民国はアルバニア決議によって国際連合から追放され、中国の議席は共産党政府（中華人民共和国）に移された。中華人民共和国は1972年8月25日にバングラデシュの国際連合加盟を阻止するために初めて拒否権を行使した。1971年から2011年まで、中華人民共和国は拒否権をあまり行使せず、中国の利益に直接関係しない決議には拒否権を行使するよりも棄権することを好んでいた。中華人民共和国は、1971年から1976年の間に安保理決議の30パーセントを棄権した:140。ただし、事務総長の選出においては拒否権をたびたび行使しており、特に1981年の選出ではクルト・ヴァルトハイムに対し16回という記録的な回数の拒否権を行使し、ヴァルトハイムの3期目の任期を断念させることとなった。2011年にシリア内戦が勃発して以来中華人民共和国はロシア連邦と共同で拒否権を行使するようになり、新たな対立（新冷戦・米中冷戦）が懸念されるようになった。1999年以降中華人民共和国が単独で拒否権を行使したことは無い。

## 論争

### 批判
拒否権はその非民主的な性質から批判されている。安保理の多数派の行動を一国で妨げることができるからである。例えばアメリカはイスラエルを批判する決議に対して単独で拒否権を行使している。また、それぞれの常任理事国は自らの行動を批判する決議に対しても拒否権を行使する。2014年にロシアによるクリミアの併合を非難する決議に対してロシアが拒否権を行使した。アムネスティ・インターナショナルは、安保理常任理事国の拒否権の行使は、民間人保護の利益よりも政治的な自己利益や地政学的な利益の促進のためだと主張した。
安保理常任理事国に拒否権があることは時代錯誤であり、不正であり、逆効果であるという批判もある。ピーター・ナディンは、「拒否権は時代錯誤である。21世紀になって拒否権は不釣り合いな力であり、危機に対する信頼できる国際的な行動を阻害するものだとほとんど全ての人が考えるようになった」と書いている。「拒否権の巨大な影響力」は、大量虐殺、暴力、人権侵害の防止や対応において、国連が無力となる原因として挙げられている。非同盟運動やアフリカ連合など、常任理事国以外の様々な国が拒否権の制限を提案している。安保理改革の中に拒否権の改革も含まれることが多い。
総会で平和のための結集決議(A/RES/377 A)が採択され、その結果として慣習国際法となった総会の権限の解釈を考えれば、安保理の拒否権の問題は乗り越えられると主張されてきた。
平和のための結集決議は1950年11月3日に国際連合加盟国の3分の2以上の賛成により採択された。この決議は国際連合憲章に基づき、安保理が平和維持の「主たる責任」を果たせなかった場合は総会が国際的な平和と安全を回復するために必要なあらゆる行動を取ることを安保理常任理事国は妨げることはできないし、妨げるべきではないという宣言である。このような解釈では、国際連合憲章によって総会は国際的な平和と安全に関する問題についての「二次的責任」ではなく、「最終的責任」を与えられていると考えられる。国際連合の様々な公式・準公式の報告書では、平和のための結集決議は安保理の拒否権を無効にする仕組みを総会に提供するものであると明確に言及している。そのため総会の3分の2が行動の必要性を認めた場合、拒否権の行使は国際連合の行動を遅らせることにしかならない。2022年にはウクライナに侵攻したロシアが拒否権を行使し、自国への非難決議案を廃案に追い込んだ。これを受け同年4月26日に総会にて、拒否権を行使した場合、総会会合を開いて説明を求める決議案を議場の総意に基づき無投票で採択した。

### 支持
拒否権の支持者は、拒否権は国際関係における重要なセーフガードであると考えている。トーマス・G・ワイスとジョヴァンナ・クエレ（Giovanna Kuele）は、この拒否権を「ヒポクラテスの誓いのようなものであり、国際連合の決定には害があってはならない」としている。ロシア大統領のウラジーミル・プーチンは、国際連合創設者の「深い知恵」を称賛し、拒否権が国際的な安定の支えになっていると言及した。中国外交部長の王毅は、「戦争の本能を抑制する重要な役割を果たしている」と評価した。これが故なのか定かではないが、近年においては特にロシアと中国が共同で拒否権を行使するケースが多くみられる。